# Сент-Леджер, Хейс, 3-й виконт Донерейл
Хейс Сент-Леджер, 3-й виконт Донерайл (англ. Hayes St Leger, 3nd Viscount Doneraile; 9 мая 1786 — 27 марта 1854) — англо-ирландский пэр.

## Биография
Родился 9 мая 1786 года. Единственный сын Хейса Сент-Леджера, 2-го виконта Донерейла (1755—1819), и его жены Шарлотты Бернард (? — 1835), дочери Джеймса Бернарда и Эстер Смит.
Он служил офицером в южнокоркской милиции, в конечном итоге достигнув звания полковника.
8 ноября 1819 года после смерти своего отца Хейс Сент-Леджер унаследовал титулы 3-го виконта Донерейла из Донерейла в графстве Корк и 3-го барона Донерейла из Донерейла в графстве Корк.
С 1830 по 1854 год — ирландский пэр-представитель в Палате лордов Великобритании.
14 июня 1816 года Хейс Сент-Леджер женился на леди Шарлотте Эстер Бернард (28 января 1794 — 7 февраля 1846), дочери Фрэнсиса Бернарда, 1-го графа Бэндона и леди Кэтрин Генриетты Бойл. У супругов родился один сын:
- Хейс Сент-Леджер, 4-й виконт Донерейл (1 октября 1818 — 26 августа 1887).

Виконт Донерейл скончался 27 марта 1854 года в возрасте 67 лет. Ему наследовал его единственный сын Хейс.